# Etanolbil
Etanolbilar var de vanligaste bilarna drivna med förnyelsebara drivmedel i Sverige under 00-talet och tidigt 2010-tal.. En etanolbil är relativt lik en  bensindriven bil då bägge använder Ottomotorer. Skillnaden är att en etanolbil i Sverige drivs med bränslet E85, som till största delen består av etanol, medan bensin vanligen bara innehåller en mindre mängd etanol [källa behövs] (varierande mellan olika länder på grund av varierande lagstiftning). De etanolbilar som har sålts hittills använder sig av vanliga bensinmotorer och är alltså inte optimerade för etanoldrift. Det ger en dålig energieffektivitet, alltså onödigt hög bränsleförbrukning vilket är en nackdel för etanolens konkurrenskraft. Detta beror på att etanolen i dagsläget används blandad med bensin, E85, vilket försämrar etanolens goda bränsleegenskaper. I dagsläget kan etanol utan bensinblandning, E100, inte användas eftersom den denaturering som används i etanol ännu inte har godkänts, vilket innebär att etanol beläggs med alkoholskatt (516,59 SEK/liter)  om bensin inte blandas i. En bil körd på E100 kostar ungefär hälften så mycket i drift som motsvarande bensinbil, men helt utan koldioxidutsläpp. 

## Skillnad mot bensindrivna bilar
Då etanol och bensin har olika egenskaper påverkar detta hur de olika bränslesystemen är uppbyggda. Etanol innehåller en mindre mängd energi per liter, vilket innebär att mer bränsle behöver sprutas in i motorn för att den ska utföra samma arbete. Etanol är polär vilket innebär dels att det är relativt lösligt med vatten dels att det lättare ger upphov till korrosion, vilket bägge ställer högre krav på fordonskomponenter än vad bensin gör. Samtidigt har etanol ett högre oktantal än bensin, vilket gör att motorer går att köra med högre kompression än bensinmotorer, vilket medför en högre verkningsgrad. Då etanol innehåller syre, vilket oxiderar sot medför detta att utsläppen av partiklar blir lägre.
Etanolbilen kan även drivas med bensin, eller en godtycklig blandning av bensin och E85. Etanol kan framställas ur bland annat spannmål, i Sverige finns en anläggning utanför Norrköping som producerar etanol av spannmål, och en anläggning i Örnsköldsvik som producerar etanol av restprodukter från skogsindustrin. Där finns även en demoanläggning för cellulosaetanol. 

## Fördelar
Den största fördelen är att etanol (producerad av biomassa) själv är ett biobränsle och alltså inte bidrar till en ökad mängd koldioxid i atmosfären och i haven. Därmed orsakar inte etanol ökad växthuseffekt eller försurning av världshaven såsom fossila bränslen gör. Etanol orsakar inte heller några miljöskador vid utsläpp liknande de som oljeutsläpp kan ställa till med. Motorer som drivs av ren etanol ger lägre utsläpp av kväveoxider, och ganska harmlösa utsläpp i övrigt då etanol inte innehåller några skadliga kolväten så som exempelvis bensin gör. Råvaran till etanol, och andra biobränslen, kan odlas i stora delar runt om i världen, och bidrar därmed till en jämnare resursfördelning jämfört med intäkterna från den fossila oljan. Därmed minskar risken för konflikter, och eftersom fler människor får jobb på landsbygden med att odla råvaror minskar svält och fattigdom.

## Nackdelar
En skillnad med E85 jämfört med bensin är att det blir högre utsläpp av kolväten (från bensininblandningen) vid kallstarter. Att starta med en kall motor är negativt för miljön med både bensin och E85 men skillnaden mellan en varm och kall bil är större med E85. För att underlätta kallstart i bensinmotorer blandar man numera in mer bensin i blandningen under vinterhalvåret, se artiklarna reduktionsplikt, E10 och Etanol (motorbränsle). Med E100 försvinner problemet med kolväteutsläpp.